# Sint-Hubertuskapel (Tervuren)

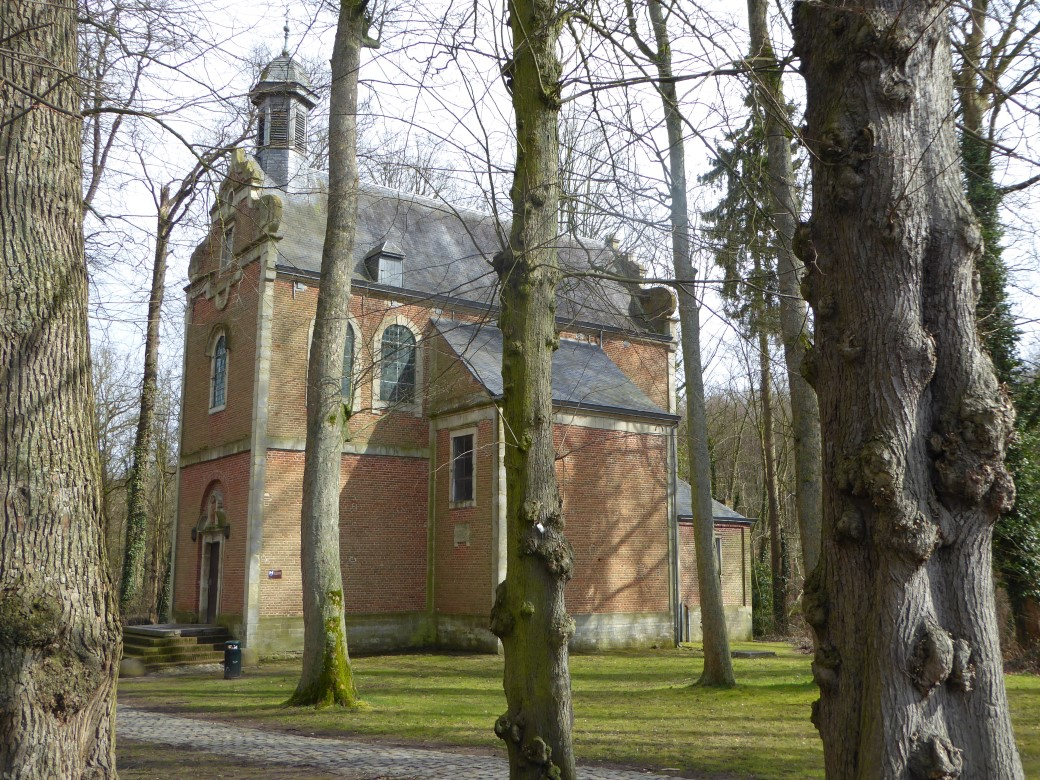

De Sint-Hubertuskapel is een kapel in het Park van Tervuren in het Belgische Tervuren. De kapel is een barokke slotkapel van het voormalige Kasteel van Tervuren. Ze werd in 1617 gebouwd naar plannen van Wenceslas Cobergher in opdracht van de aartshertogen Albrecht en Isabella. Cobergher verving de houten kapel voor de ophaalbrug door het huidige stenen bouwwerk. Volgens de legende zou de heilige Hubertus op deze plaats gestorven zijn. De verering van Sint-Hubertus in Tervuren, de vermoedelijke sterfplaats van deze patroonheilige van de jagers, klimt minstens op tot de 16de eeuw en is vermoedelijk ouder. Elk jaar, op de laatste zondag van oktober, wordt er een openluchtmis opgedragen aan de heilige Hubertus en worden paarden en honden gezegend om ze te beschermen tegen razernij.

## Afbeeldingen

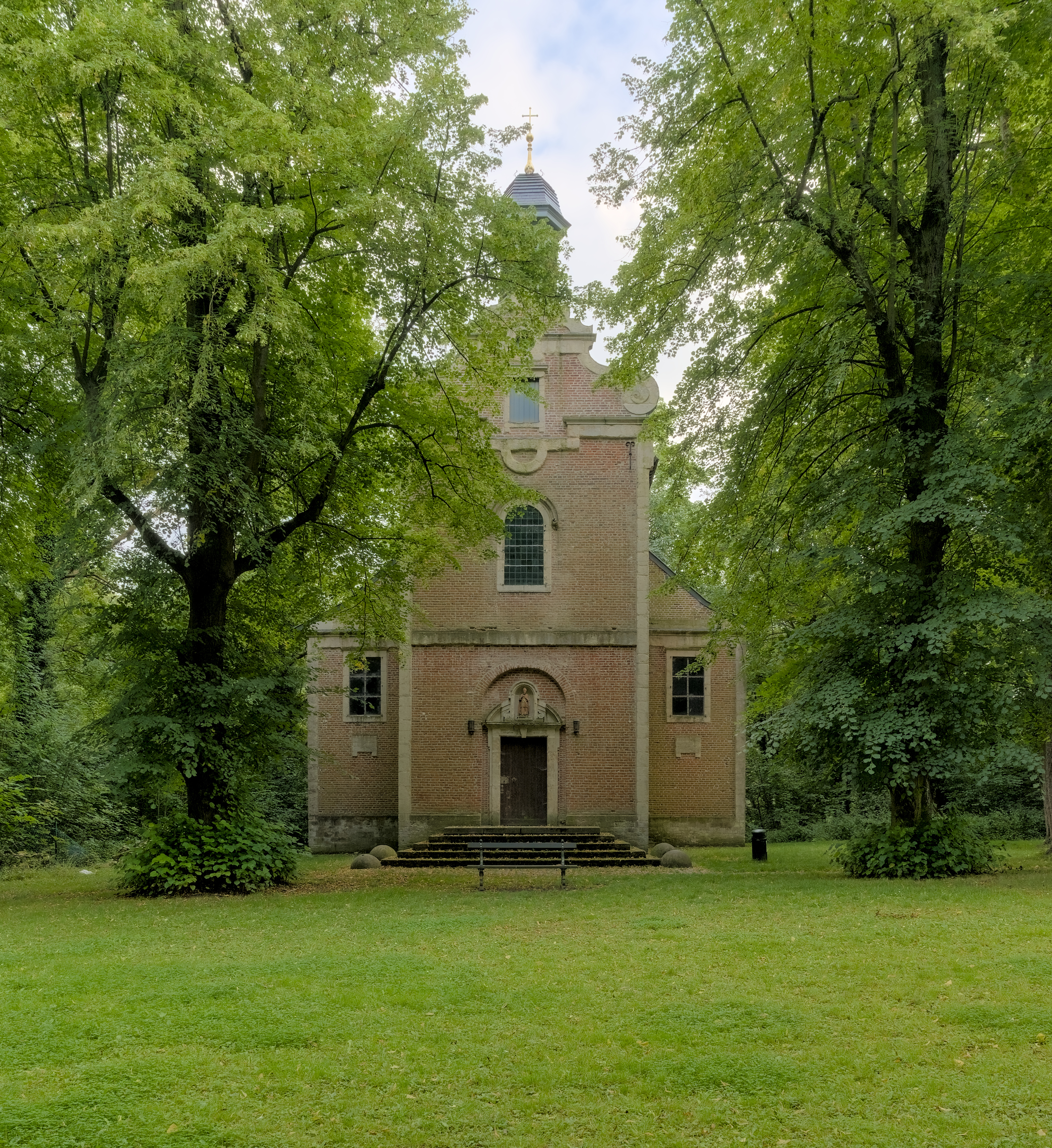
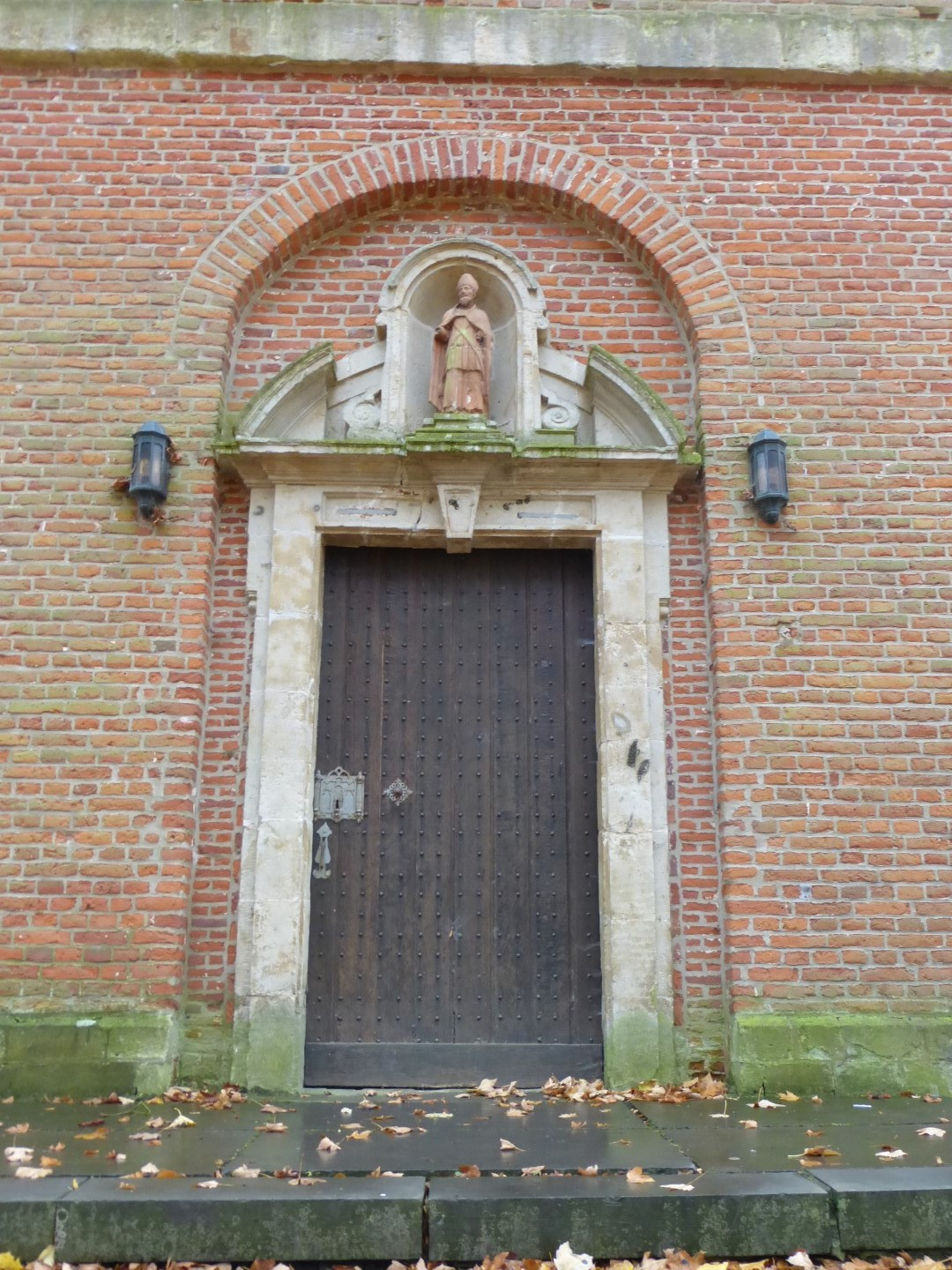